# Spitzbrettköpfl
Spitzbrettköpfl är en bergstopp i Österrike.   Den ligger i distriktet Zell am See och förbundslandet Salzburg, i den centrala delen av landet, 290 km väster om huvudstaden Wien. Toppen på Spitzbrettköpfl är 2 089 meter över havet.
Terrängen runt Spitzbrettköpfl är mycket bergig. Närmaste större samhälle är Bruck an der Großglocknerstraße, 10,3 km norr om Spitzbrettköpfl. 
I omgivningarna runt Spitzbrettköpfl växer i huvudsak blandskog. Runt Spitzbrettköpfl är det ganska glesbefolkat, med 34 invånare per kvadratkilometer.